# Юнион-сквер (Гонконг)

Карта комплекса Union Square

Юнион-сквер (Union Square, 九龍站上蓋物業發展計劃) — один из крупнейших архитектурно-строительных проектов Гонконга последнего времени. Офисный, жилой, гостиничный и торговый комплекс Юнион-сквер расположен в Западном Коулуне, в округе Яучиммон, занимая площадь в 13,5 гектаров.
В центре комплекса расположена станция метро Коулун, вокруг которой раскинулась площадь. Её окружают торговый центр Elements и шесть высотных комплексов различной специализации (общая площадь помещений превышает 1 млн м², в том числе более 608 тыс. м² жилых апартаментов, 232 тыс. м² офисных помещений, 167 тыс. м² гостиничных номеров и служебного пространства, почти 83 тыс. м² торговых площадей).
Комплекс имеет более 6 тыс. парковочных мест. Стоимость только 5,6 и 7 фазы комплекса Юнион-сквер обошлась в 3,85 млрд долларов США.
|                    |                    |                    |
| Юнион-сквер (2007) | Юнион-сквер (2008) | Юнион-сквер (2010) |

В 1998 году открылась станция метро Коулун и крупная автобусная станция при ней, в 2000 году были построены шесть башен комплекса Уотерфронт, в 2001 году проект, ранее известный как «Станция Коулун», получил официальное название Юнион-сквер, в 2003 году были построены пять башен комплекса Сорренто и небоскрёб Харборсайд, в 2005 году — небоскрёб The Arch, в 2007 году — торговый центр Elements, в 2008 году — две Башни Куллинан, в 2010 году — Международный коммерческий центр.
В разработке комплекса принимали участие ведущие архитектурные фирмы мира — Kohn Pedersen Fox (Нью-Йорк), Skidmore, Owings and Merrill (Чикаго), P & T Architects & Engineers Ltd. (Гонконг), Simon Kwan & Associates (Гонконг) и Wong & Ouyang (HK) Ltd. (Гонконг).
|                     |               |                         |                     |                     |
| Площадь Юнион-сквер | Вестибюль МКЦ | Торговый центр Elements | Площадь Юнион-сквер | Площадь Юнион-сквер |